# 国際薬剤師・薬学連合
国際薬剤師・薬学連合（こくさいやくざいし・やくがくれんごう、英語: International Pharmaceutical Federation、フランス語: Fédération Internationale Pharmaceutique、FIP）は、世界各国の300万人の薬剤師、薬学者で構成される国際組織である。1912年に設立され、オランダのデン・ハーグに本部を置く。学術部門と職能部門に分けられる。日本からは日本薬剤師会が加盟している。世界127の国・地域、WHOから2000人以上が参加している。毎年国際薬剤師・薬学会議を主催している。

## 加盟団体
- アメリカ薬剤師会
- 日本薬剤師会
- インド薬剤師会
- トルコ薬剤師会
- ポルトガル薬局協会